# فهرست آهنگسازان حقوق‌خوانده
فهرستی از آهنگ‌سازانی که به تحصیل حقوق پرداخته‌اند، در زیر آمده‌است.

## فهرست
- توماس آرنی
- کارل فیلیپ امانوئل باخ
- ویلهلم فریدمان باخ
- مارک آنتوان شارپانتیه
- ارنست شوسون
- گیوم دوفه
- هینو الر
- اسکار همرستاین دوم
- جرج فردریک هندل
- یوهان کونو
- بندتو مارچلو
- لئوپلد موتسارت
- کریستیان گوتلوب نیفه
- هیوبرت پری
- روبرت شومان
- هاینریش شوتس
- ژان سیبلیوس
- یان کاچماریک
- ایگور استراوینسکی
- جوزپه تارتینی
- پیوتر ایلیچ چایکوفسکی
- گئورگ فیلیپ تیلمان
- یوهان تیل
- جان واسلاو ووک
- آدریان ویلرت
- والتر برونفلز
- توماس قهرمان
- رولف لیبرمن
- آلبریک مگارد
- یوهان پفیفر
- امیل فون رضنیک
- یوهان دیوید هاینشن
- هاینریش فون هرزوبرگ
- هلفدان کجرف
- جوزف مارتین کراوس
- نیکولوس فون کروفت